# Gymnothorax nubilus
Gymnothorax nubilus is een murene die voorkomt in Nieuw-Zeeland.